# Palazzo delle Finanze (Reggio Calabria)
Palazzo delle Finanze è un importante palazzo del centro storico di Reggio Calabria che occupa l'intero isolato delimitato dalle vie Fratelli Plutino, Raffaele Piria, del Plebiscito e Diego Vitrioli. All'interno del palazzo si trovano gli uffici provinciali dell'Agenzia delle entrate.

## Struttura e descrizione architettonica esterna

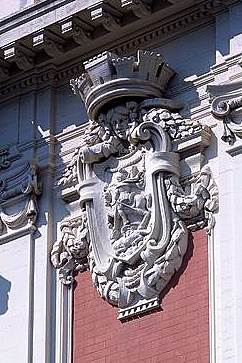
particolare di una decorazione raffigurante lo stemma della città.

Architettonicamente l'edificio è caratterizzato da canoni stilistici neorinascimentali con influssi dell'architettura liberty attraverso le decorazioni a motivi floreali. I prospetti dell'edificio sono sfalsati per l'andamento del terreno dell'isolato e pertanto il manufatto si articola su due livelli fuori terra  e seminterrato sul lato del prospetto affacciato sulla via dei Fratelli Plutino mentre sul lato opposto si snoda per tre piani. I prospetti risultano scomposti in due ordini. Al primo ordine appartiene la facciata del seminterrato e del piano terra trattata a bugnato liscio che assorbe l'intero dislivello del terreno mentre al secondo ordine appartengono le facciate dei piani superiori, più ricche di elementi decorativi, caratterizzate dalle lesene con capitello di ordine ionico che dividono verticalmente il prospetto e dalle parti di pareti rivestite di mattoni a vista che conferiscono un gradevole gioco cromatico. L'edificio dispone di due portali: quello principale, aperto su via dei fratelli Plutino, si presenta ad arco a tutto sesto decorato da motivi floreali e lunetta chiusa da inferriata mentre quello secondario, prospiciente la via Raffaele Piria, è architravato e sormontato da una lunetta tripartita. I prospetti hanno le facciate connotate da diversi ordini di finestra: nei piani bassi talune sono architravate e sormontate da timpano triangolare, altre ad arco a tutto sesto e, in prossimità del portale principale, a forma di ovale mentre quelle del piano superiore, sopra il portale, si presentano tripartite o pentapartite e le rimanenti sono architravate. Sul prospetto principale, all'altezza del cornicione di gronda, l'attenzione dell'osservatore viene catturata per la presenza di una coppia di stucchi decorativi in rilievo che raffigurano lo stemma della città. L'edificio è concluso da una decorata trabeazione su cui poggia il cornicione di gronda, arricchita da mensoline nella parte inferiore, e da un parapetto lineare scandito da colonnine in rilievo.